# Гарретт, Брэд
Брэд Х. Ге́рстенфельд (англ. Brad H. Gerstenfeld; род. 14 апреля 1960, Вудленд-Хиллз, Лос-Анджелес), наиболее известный как Брэд Га́рретт (англ. Brad Garrett) — американский актёр-комик кино, телевидения и озвучивания, продюсер, профессиональный игрок в покер.

## Биография
Брэд Х. Герстенфельд родился 14 апреля 1960 года в Вудленд-Хиллзе в еврейской семье. Мать — Барбара Герстенфельд (в девичестве — Колтон), домохозяйка, отец — Эл Герстенфельд, продавец слуховых аппаратов. Два старших брата — Джефф (род. 1952, работает музыкальным промоутером) и Пол (род. 1955, работает продавцом). Окончил высшую школу El Camino Real (англ.) в 1978 году, затем поступил в Калифорнийский университет в Лос-Анджелесе, но проучился там меньше полутора месяцев, посвятив себя работе на сцене.
В возрасте 19 лет стал лицом на обложке альбома Discovery (1979) группы Electric Light Orchestra.
В начале 1980-х годов начал выступать на сценах клубов Калифорнии в жанре «импровизационный стендап», и в 1984 году выиграл сто тысяч долларов, став победителем телешоу Star Search; в том же году он был приглашён на Шоу Джонни Карсона, где стал одним из самых молодых комиков, когда-либо участвовавших в этой передаче. В 1985 году впервые попробовал себя в озвучивании, дав свой голос Халку Хогану в мультсериале Hulk Hogan's Rock 'n' Wrestling; на большом экране зрители впервые увидели Гарретта в 1996 году, когда он исполнил небольшую роль охранника в фильме «Неистребимый шпион» — рост актёра в 204 сантиметра и замогильный низкий голос предопределили роли Гарретта в будущем.
В августе 2007 года напал на корреспондента TMZ, разбив его камеру. Окружной прокурор признал актёра невиновным.
24 февраля 2008 года избран «гранд-маршалом» клуба Auto Club 400.
Регулярно принимает участие в Чемпионате мира по покеру.
В июне 2010 года открыл комедийный клуб своего имени (Brad Garrett’s Comedy Club) в здании одного из крупнейших казино мира — Tropicana Las Vegas, но спустя полтора года клуб был ликвидирован. В 2012 году тот же клуб был открыт в другом, не менее фешенебельном, здании — MGM Grand.

### Личная жизнь
18 мая 1999 года Брэд Гарретт женился на садовнице (официантке) Джилл Дивен, их сын, Максвелл Брэдли Гарретт родился ещё до брака, 14 октября 1998 года, в январе 2000 года родилась дочь, Хоуп Виолетта Гарретт. В 2005 году супруги разошлись, в апреле 2006 года был начат бракоразводный процесс, который завершился 2 ноября 2007 года.

## Избранные награды
С полным списком наград и номинаций актёра можно ознакомиться на сайте IMDb Архивная копия от 1 июня 2013 на Wayback Machine
- 2002 — «Эмми» в номинации «Лучший актёр второго плана в комедийном телесериале» за роль в сериале «Все любят Рэймонда».
- 2003 — «Эмми» в номинации «Лучший актёр второго плана в комедийном телесериале» за роль в сериале «Все любят Рэймонда».
- 2003 — Премия Гильдии киноактёров США в номинации «Лучший актёрский состав в комедийном сериале» за роль в сериале «Все любят Рэймонда».
- 2005 — «Эмми» в номинации «Лучший актёр второго плана в комедийном телесериале» за роль в сериале «Все любят Рэймонда».

## Избранные работы
Помимо перечисленных ниже работ актёра, он неоднократно выступал ведущим и приглашённым гостем разнообразных телепрограмм, передач, шоу и церемоний награждения кинематографическими наградами. Снимался в рекламе (в частности, Got Milk? и 7UP), выступал «на разогреве» у таких звёзд как Дайана Росс, Лайза Миннелли, Фрэнк Синатра, Дэвид Копперфильд, Смоки Робинсон, Сэмми Дэвис, Хулио Иглесиас, The Beach Boys, The Righteous Brothers.

### Актёр кино
- 1995 — Каспер / Casper — Фатсо, привидение (озвучивание)
- 1996 — Неистребимый шпион / Spy Hard — телохранитель
- 1997 — Короли самоубийства[англ.] / Suicide Kings — Джекилл
- 1999 — Сладкий и гадкий / Sweet and Lowdown — Джо Бедлоу
- 2002 — Стюарт Литтл 2 / Stuart Little 2 — водопроводчик
- 2002 — Деревенские медведи[англ.] / The Country Bears — Фред Беддерхед (озвучивание)
- 2004 — Гарфилд / Garfield: The Movie — Лука, собака (озвучивание)
- 2005 — Магнаты[англ.] / The Amateurs — Уолли
- 2005 — Лысый нянька: Спецзадание / The Pacifier — Дуэйн Марни, заместитель директора
- 2006 — Ночь в музее / Night at the Museum — моаи (озвучивание)
- 2007 — С глаз — долой, из чарта — вон! / Music and Lyrics — Крис Рили, менеджер
- 2007 — Суперпёс / Underdog — Рифф Рафф, ротвейлер, главарь уличной банды (озвучивание)
- 2009 — Ночь в музее 2 / Night at the Museum: Battle of the Smithsonian — моаи (озвучивание)
- 2013 — Невероятный Бёрт Уандерстоун / The Incredible Burt Wonderstone — Дом
- 2016 — Черепашки-ниндзя 2 / Teenage Mutant Ninja Turtles: Out of the Shadows — Крэнг (озвучивание)
- 2018 — Кристофер Робин / Christopher Robin — Ушастик (озвучивание)
- 2018 — Глория Белл / Gloria Bell — Дастин

### Актёр телевидения
- 1991 — Розанна / Roseanne — Дуг (в одном эпизоде)
- 1994 — Принц из Беверли-Хиллз / The Fresh Prince of Bel-Air — Джон О’Нил (в одном эпизоде)
- 1996 — Сайнфелд / Seinfeld — Тони (в одном эпизоде)
- 1996 — Байки из склепа / Tales from the Crypt — Дринки; озвучивание свиньи-зомби (в одном эпизоде)
- 1996—2005 — Все любят Рэймонда / Everybody Loves Raymond — Роберт Бэрон (в двухстах девяти эпизодах)
- 1997 — Дон Кинг: Только в Америке / Don King: Only in America — наёмный убийца
- 1998 — Король Квинса / The King of Queens — Роберт Бэрон (в одном эпизоде)
- 2006—2010 — Долго и счастливо / 'Til Death — Эдди Старк (в восьмидесяти одном эпизоде)
- 2008 — Детектив Монк / Monk — Джейк Филлипс (в одном эпизоде)
- 2013 — Как прожить с родителями всю оставшуюся жизнь / How to Live with Your Parents (For the Rest of Your Life) — Макс
- 2015 — Фарго / Fargo — Джо Було (в пяти эпизодах второго сезона)
- 2023 — Детектив под кайфом[англ.] / High Desert — Брюс (6 эпизодов)

### Озвучивание мультфильмов
- 1986 — Трансформеры / The Transformers — Триптикон (в четырёх эпизодах)
- 1990 — Джетсоны в кино[англ.] / Jetsons: The Movie — Берти Фарбелоу
- 1992 — Красная свинья / 紅の豚 — Мамма Аиуто, главарь банды (англоязычный дубляж)
- 1992—1995, 1997 — Кот Ик / Eek! The Cat — разные персонажи (в двадцати одном эпизоде)
- 1993, 1996 — Мыши-байкеры с Марса / Biker Mice from Mars — Гризпит (в семи эпизодах)
- 1993—1995 — Два глупых пса / 2 Stupid Dogs — Большой Пёс (в двадцати двух эпизодах)
- 1993 — Чокнутый / Bonkers — разные роли (в пяти эпизодах)
- 1995—1996 — Король лев: Тимон и Пумба / Timon & Pumbaa — разные роли (в пяти эпизодах)
- 1996 — Каспер, который живёт под крышей / The Spooktacular New Adventures of Casper — Фатсо, привидение (в тринадцати эпизодах)
- 1996 — Тик-герой / The Tick — разные роли (в двух эпизодах)
- 1996—1997 — Могучие утята[англ.] / Mighty Ducks — Грин (в двадцати шести эпизодах)
- 1996, 1997, 1999 — Супермен / Superman: The Animated Series — разные роли (в девяти эпизодах)
- 1998 — Покахонтас 2: Путешествие в новый мир / Pocahontas II: Journey to a New World — Уттаматомаккин (Ути), телохранитель Покахонтас
- 1998 — Приключения Флика / A Bug’s Life — Дим, жук-носорог
- 1998 — Геркулес: Как стать героем / Hercules: Zero to Hero — орф
- 1998 — Тунсильвания / Toonsylvania — Фил (в шести эпизодах)
- 2000 — Гуфи: Экстремальный спорт[англ.] / An Extremely Goofy Movie — Тэнк
- 2000 — Базз Лайтер из звёздной команды[англ.] / Buzz Lightyear of Star Command — Торк (в пяти эпизодах)
- 2001—2002 — Мышиный дом / Disney’s House of Mouse — Манси; второстепенные персонажи (в трёх эпизодах)
- 2003 — В поисках Немо / Finding Nemo — Пузырь, рыба-ёж
- 2005 — Тарзан 2 / Tarzan II — Уто, обезьяна
- 2005 — Том и Джерри: Полёт на Марс / Tom and Jerry: Blast Off to Mars — командующий Бристл; марсианский стражник
- 2006 — Астерикс и викинги / Astérix et les Vikings — Обеликс (англоязычный дубляж)
- 2007 — Рататуй / Ratatouille — Огюст Гюсто, лучший повар Франции
- 2010 — Рапунцель: Запутанная история / Tangled — «Крюк», однорукий разбойник
- 2011 — Красная Шапка против зла / Hoodwinked Too! Hood vs. Evil — Великан
- 2012 — Братва из джунглей / Delhi Safari — Багга (англоязычный дубляж)
- 2016 — В поисках Дори / Finding Dory — Пузырь, рыба-ёж

### Озвучивание видеоигр
- 1997 — Fallout — Гарри
- 1998 — Приключения Флика / A Bug’s Life — Дим, жук-носорог
- 2000 — Sacrifice — Джеймс
- 2003 — В поисках Немо / Finding Nemo — Пузырь
- 2007 — Рататуй / Ratatouille — Огюст Гюсто, лучший повар Франции
- 2009 — Ночь в музее 2 / Night at the Museum: Battle of the Smithsonian — моаи

### Продюсер
- 2006—2010 — Долго и счастливо / 'Til Death (восемьдесят один эпизод)